# Boresse-et-Martron
Boresse-et-Martron là một xã trong tỉnh Charente-Maritime Charente-Maritime trong vùng Nouvelle-Aquitaine, tây nam nước Pháp. Xã Boresse-et-Martron nằm ở khu vực có độ cao trung bình 55 mét trên mực nước biển.